# Vino de calidad preferente

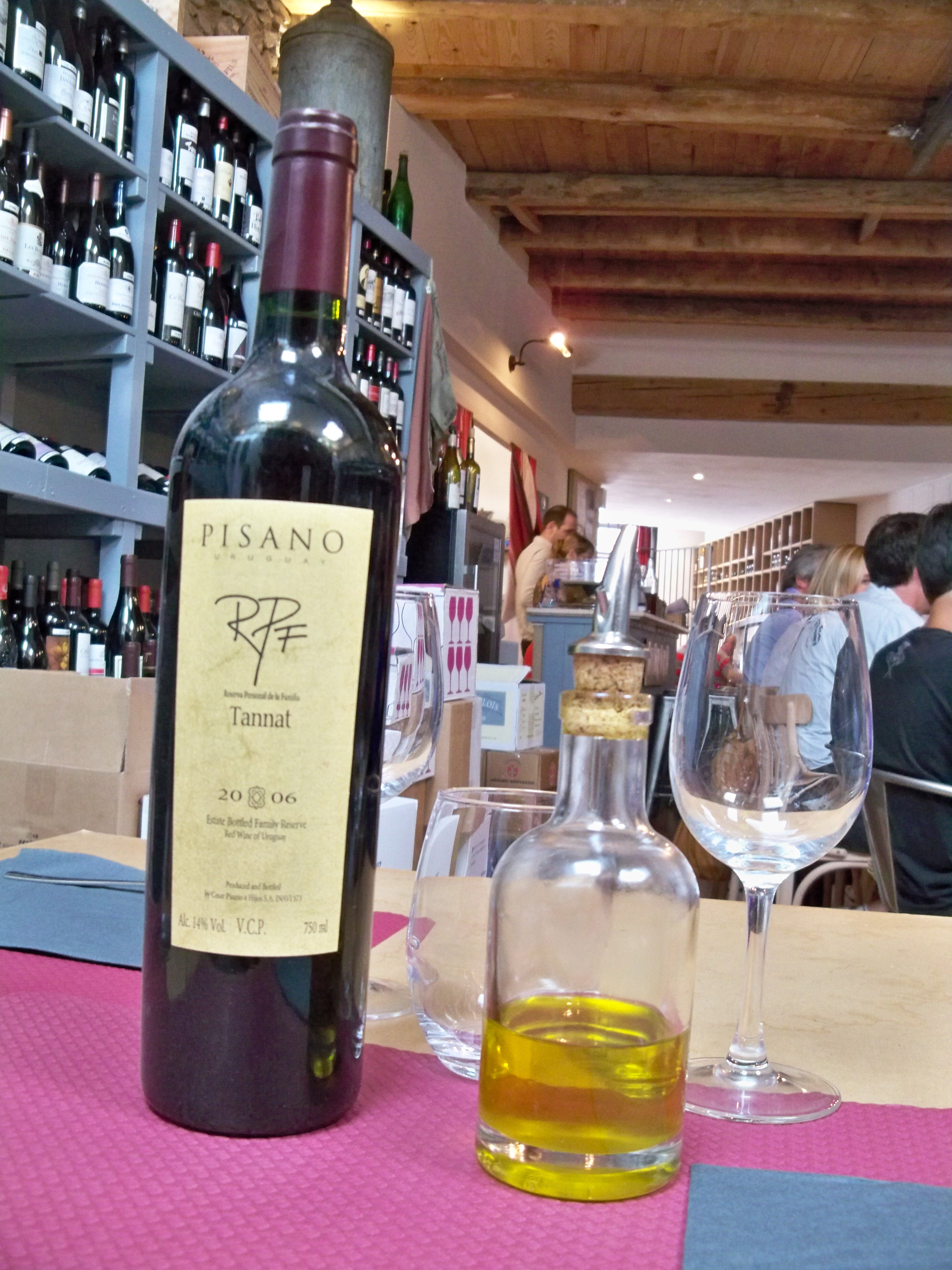
Urugwajskie wino klasy V.C.P.

Vino de calidad preferente, w skrócie V.C.P. – najwyższa klasa jakości wina w Urugwaju.
Przepisy określają wymagania stawiane winom klasy V.C.P. Dotyczą m.in.:
- minimalnego poziomu alkoholu (10,5% mierzone objętościowo)
- dopuszczonych szczepów winorośli
- górnego poziomu kwasów lotnych (0,80 g/l w przeliczeniu na kwas siarkowy + 0,04 g/l na każdy procent alkoholu powyżej 12%)
- zawartości siarki w gotowym winie
- danych podawanych na etykietach

Jeśli wino jest oznaczone rocznikiem albo nazwą odmiany, inne roczniki bądź odmiany nie mogą stanowić więcej niż 15% składu. Wino klasy VCP nie może być sprzedawane w pojemnikach większych niż 750 ml. Tylko ta kategoria win urugwajskich jest dopuszczona do eksportu.
Na wina V.C.P. przypada ok. 20% łącznej produkcji wina w Urugwaju.